# Radicaal 206
Van de in totaal 214 Kangxi-radicalen heeft radicaal 206 de betekenis offerpot met drie poten en driepotige ketel. Het is een van de vier radicalen die bestaan uit dertien strepen. De offerpot met drie poten die men tegenwoordig nog vaak kan vinden in de Chinese volksreligie, is de wierookpot.
In het Kangxi-woordenboek zijn er 14 karakters die dit radicaal gebruiken.

## Karakters met het radicaal 206

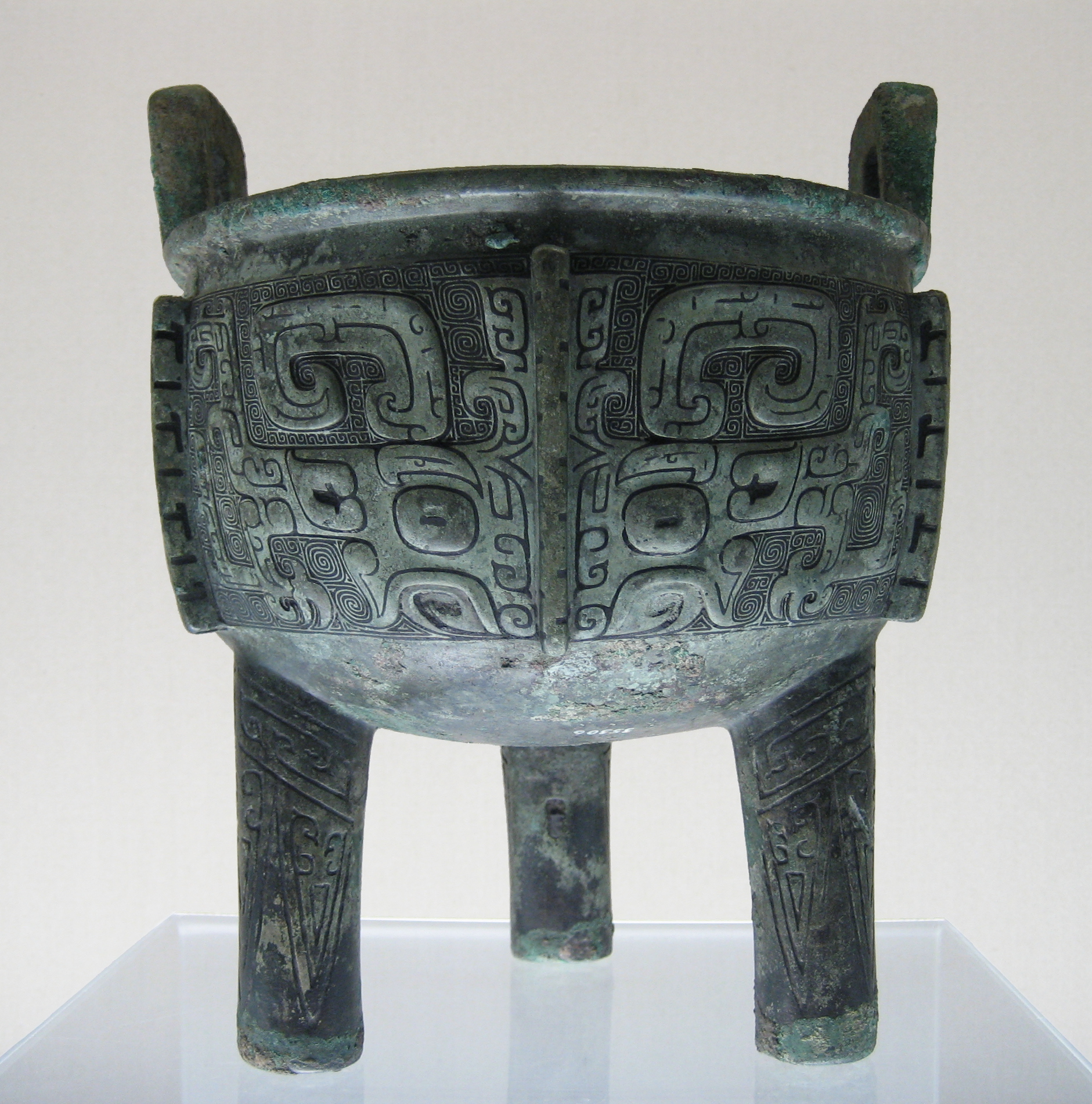
Driepotige ketel.

| Strepen | Karakter |
| ------- | -------- |
| + 0     | 鼎       |
| + 2     | 鼏 鼑    |
| + 3     | 鼐 鼒    |

Orakelbotkarakter
Bronskarakter
Groot zegelkarakter
Klein zegelkarakter